# Simpsonichthys perpendicularis
Simpsonichthys perpendicularis är en fiskart som beskrevs av Costa, Nielsen och De Luca 2001. Simpsonichthys perpendicularis ingår i släktet Simpsonichthys och familjen Rivulidae. Inga underarter finns listade i Catalogue of Life.